# Довга (фортеця)
Довга (також Довга, Мангуське городище) — руїни середньовічного укріпленого поселення XIV—XV століття. Розташовані на кам'янистій вершині гори Довга, витягнутій у напрямку південного сходу — північного заходу, за 1 км на схід від села Мангуш. По крутих, місцями стрімких краях вершини були влаштовані стіни з буту, всередині укріплення, площею 0,5 гектара, в якому простежується безліч залишків будівель і значний шар попелу — можливо, від пожежі XV століття, в якій загинуло поселення. У південно-східній частині городища залишки ще однієї, внутрішньої стіни, яка, мабуть, оточувала цитадель. Розкопок на укріпленні не проводили. На основі підйомного археологічного матеріалу (невеликої кількості уламків червоноглиняної поливної кераміки XIV—XV століть) укріплення датовано цим часом, водночас на схилах зустрічалися фрагменти амфор II—III століття.

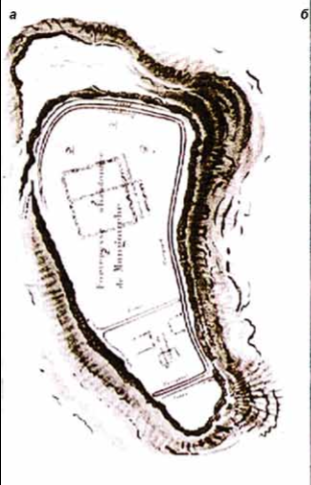
План городища з книжки Ф. Дюбуа де Монпере Подорож Кавказом… 1834 року.

Уперше пам'ятка описав Фредерік Дюбуа де Монпере 1834 року. Мандрівник ще застав сліди фортечних споруд і забудови, що мали вигляд задернованих валів і горбків, що дало змогу зробити висновок про залишки кам'яних стін і внутрішньої забудови. На складеному Монпером плані північна і центральна частина городища уздовж краю плато були захищені стінами, у південній частині була невелика цитадель, виділена окремою стіною, всередині фортеці, на північний захід від цитаделі, йшла ще одна стіна, за якою розташовувалися якісь будівлі. На стрімких ділянках оборонних споруд не було, найпівнічніша ділянка городища мала прямокутну форму і була розділена на кілька частин. У XX столітті плато розорали й усі руїни було знищено. Підйомний археологічний матеріал розвідок 1990-х років датується II—III століттями (зустрічалися уламки і середньовічного посуду), на основі чого зроблено припущення про пізньоскіфський час заснування фортеці.
Євгеній Веймарн вважав, що фортеця існувала біля стародавнього торговельного шляху долиною, що пролягає між другою і третьою грядами гір із степів до Херсонесу та Каламіти. Зустрічаються твердження, що городище на горі Довга належить до VII—XV століть. Рішенням Кримського облвиконкому № 698 від 15 січня 1980 року городище VII—XV століть на горі Довга оголошено історичною пам'яткою регіонального значення.